# Syn
För andra betydelser, se Syn (olika betydelser).

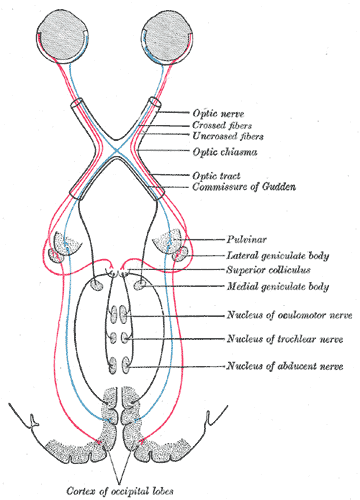
Ögat registrerar ljus på näthinnan och skickar signaler med synnerverna som passerar synnervskorsningen där synnerverna korsas. Nerverna går sedan vidare via laterala knäkroppen till syncentrum i bakre hjärnbarken där signalerna bearbetas.

Syn är den del av nervsystemet som gör det möjligt för en organism att se. Den räknas även till människans sinnen. Olika djur har olika synsystem och kan uppfatta ljus av olika våglängder. Människan kan uppfatta ljus mellan 380 och 750 nm vilket brukar kallas synligt ljus. Synen bygger på samverkan mellan en rad organ i kroppen. 
För att ett skarpt seende skall komma till stånd fordras förutom bildens inträffande på näthinnan, ett klart medium, näthinnans, synnervens och hjärnans integritet, tillräcklig belysning, samt att avståndet till föremålet är tillräckligt stort. Det finns ca 130 miljoner synsinnesceller i ögonen.

## Historia
- 1802 postulerade Thomas Young existensen av tre typer av fotoreceptorer i ögat som var känsliga för var och speciella våglängde i det synliga ljusspektrat. Hermann von Helmholtz utvecklade teorin ytterligare 1850 och menade att de tre typerna kunde klassificeras efter de tre färgerna RGB och att ljusstyrkan tolkades av hjärnan som synliga kulörer. Teorin bevisades över ett århundrade senare år 1964 när mätningar på en enda tappcell kunde göras med hjälp av mikrospektrofotopi.
- Fysikern John Strutt, 3:e baron Rayleigh ställde upp kriterier för vilken vinkel som behövs för optisk upplösning vilken är beroende på ljusets våglängd.

## Ögat

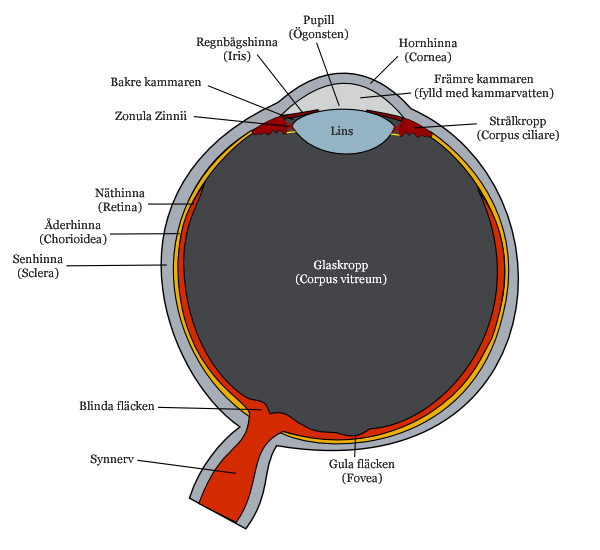
Scematisk bild av ett människoöga. Ljuset bryts av hornhinna och lins och projiceras på näthinnan och framför allt på gula fläcken där stavar och tappar registrerar ljus av olika våglängder och skickar signaler via axoner i synnerven.

Ögat registrerar elektromagnetisk strålning som bryts av hornhinna och lins och som projiceras på näthinnan (retina) längst bak i ögat. Cellerna där är specialiserade fotoreceptorer och brukar delas in i stavar som registrerar ljusstyrka och tre typer av tappar som registrerar färgerna rött, blått och grönt.  Att man inte ser färg i mörker beror på att de färgkänsliga tapparna kräver mycket ljus för att aktiveras. I mörker är det endast stavarna som skickar information till hjärnan och de kan inte "se" färg. Nerver som är fästa på de celler som är sammankopplade med fotoreceptorerna kommer samman till synnerven vid blinda fläcken som är den punkt i ögat där nerverna passerar ut till hjärnan och här finns inga sinnesceller. Den gula fläcken på näthinnan består av enbart tappar och det är på detta område som ljuset ska brytas för att man ska se skarpt med det direkta seendet, fovea. Resten av näthinnan står för det indirekta seendet, och har inte lika stark skärpa då det består av mestadels stavar. Stavarna är kopplade med flera celler vilket gör att upplösningen försämras, tapparna däremot kopplar endast med en cell och kan därför skicka högupplöst information till hjärnan. Ögat kontrolleras av en rad viljestyrda och icke viljestyrda muskler vilket gör att man kan vrida på ögonen och av en ringmuskel som drar ut linsen vilket justerar skärpan. Att man har två ögon ger ett djupseende som består i att hjärnan kan tolka de skillnader som finns i bilderna de olika ögonen förmedlar och gör att man lättare kan bedöma avstånd, speciellt till närliggande föremål.

## Nervsystemet
Synnerven transporterar signaler från ögat till synnervskorsningen (chiasm), som är en korsning där synnerverna korsas. De passerar sedan genom optiska gångar till laterala knäkroppen (lateral geniculate nucleus), en mellanstation på väg mot syncentrum i bakre delen av hjärnbarken. Väl där tolkas synsignalerna. 

## Synfel
Brytningsfel
- Närsynthet
- Översynthet
- Astigmatism

Ögonsjukdomar
- Presbyopi (nedsatt ackommodationsförmåga).
- Grå starr
- Grön starr
- Färgblindhet beror ofta på att någon av de tre olika typerna av tappar saknas och är ofta medfött.
- Blindhet